# 1956年の南海ホークス
1956年の南海ホークスでは、1956年の南海ホークスの動向をまとめる。
この年の南海ホークスは、鶴岡一人監督（当時は山本一人）の11年目のシーズンである。同年のチームはシーズン96勝を挙げたが、同じく96勝を挙げた西鉄ライオンズより負け数が1つ多く、勝率の差でパシフィック・リーグ（パ・リーグ）優勝を逃した。なお、この96勝はNPBでリーグ優勝を逃したチームとしては歴代最多勝利数である。

## 概要
前年の日本シリーズで読売ジャイアンツ（巨人）に敗退したものの、チームは前年優勝のご褒美としてアメリカ合衆国・ハワイで初の春季キャンプを敢行。鶴岡監督は「海外キャンプで選手が何かを得てくれたら」と期待したが、この海外キャンプでほとんどの選手が観光に明け暮れて野球をないがしろにするなどの失態が続き、鶴岡監督は「お前ら何をやってる!」と激怒。これが影響したのかどうか定かではないが、岡本伊三美や杉山光平などの主力選手が奮起。チームは4月を首位で終えると、その後も首位を走り2連覇は秒読みと言われた。しかし、9月以降は西鉄ライオンズに抜かれると僅差の争いに敗れ最終的に連覇はならなかった。この年から衰え始めた松井淳に代わって野村克也がレギュラー捕手となり、長く4番に座ることになった。対戦成績は西鉄も含めて全球団に勝ち越したものの、その西鉄には11勝10敗1分でわずか貯金1、4位の毎日オリオンズには11勝9敗2分と貯金2しか稼げなかった。

## チーム成績

### レギュラーシーズン
| 1 | 遊 | 森下整鎮   |
| 2 | 二 | 岡本伊三美 |
| 3 | 右 | 杉山光平   |
| 4 | 中 | 飯田徳治   |
| 5 | 左 | 堀井数男   |
| 6 | 三 | 穴吹義雄   |
| 7 | 一 | 寺田陽介   |
| 8 | 捕 | 松井淳     |
| 9 | 投 | 柚木進     |

| 順位 | 4月終了時 | 4月終了時 | 5月終了時 | 5月終了時 | 6月終了時 | 6月終了時 | 7月終了時 | 7月終了時 | 8月終了時 | 8月終了時 | 9月終了時 | 9月終了時 | 最終成績 | 最終成績 |
| ---- | --------- | --------- | --------- | --------- | --------- | --------- | --------- | --------- | --------- | --------- | --------- | --------- | -------- | -------- |
| 1位  | 南海      | --        | 毎日      | --        | 南海      | --        | 南海      | --        | 南海      | --        | 西鉄      | --        | 西鉄     | --       |
| 2位  | 毎日      | 0.5       | 南海      | 0.5       | 西鉄      | --        | 阪急      | 1.5       | 西鉄      | 4.0       | 南海      | 0.0       | 南海     | 0.5      |
| 3位  | 西鉄      | 2.5       | 西鉄      | 2.0       | 毎日      | 2.0       | 西鉄      | 3.5       | 阪急      | 7.0       | 阪急      | 9.0       | 阪急     | 10.5     |
| 4位  | 近鉄      | 3.0       | 阪急      | 6.0       | 阪急      | 2.5       | 毎日      | 7.0       | 毎日      | 11.5      | 毎日      | 12.0      | 毎日     | 13.5     |
| 5位  | 阪急      | 4.0       | 近鉄      | 10.5      | 近鉄      | 18.5      | 近鉄      | 19.0      | 近鉄      | 22.0      | 近鉄      | 27.5      | 近鉄     | 29.5     |
| 6位  | 高橋      | 10.5      | 東映      | 13.0      | 東映      | 21.5      | 東映      | 25.0      | 東映      | 34.0      | 東映      | 36.5      | 東映     | 39.5     |
| 7位  | 東映      | 11.5      | 大映      | 17.5      | 高橋      | 23.0      | 高橋      | 29.5      | 大映      | 40.5      | 大映      | 41.0      | 大映     | 41.0     |
| 8位  | 大映      | 12.0      | 高橋      | 18.5      | 大映      | 24.5      | 大映      | 30.5      | 高橋      | 41.0      | 高橋      | 46.0      | 高橋     | 45.5     |

| 順位 | 球団             | 勝 | 敗 | 分 | 勝率 | 差   |
| 1位  | 西鉄ライオンズ   | 96 | 51 | 7  | .653 | 優勝 |
| 2位  | 南海ホークス     | 96 | 52 | 6  | .649 | 0.5  |
| 3位  | 阪急ブレーブス   | 88 | 64 | 2  | .579 | 10.5 |
| 4位  | 毎日オリオンズ   | 84 | 66 | 4  | .560 | 13.5 |
| 5位  | 近鉄パールス     | 68 | 82 | 4  | .453 | 29.5 |
| 6位  | 東映フライヤーズ | 58 | 92 | 4  | .387 | 39.5 |
| 7位  | 大映スターズ     | 57 | 94 | 3  | .377 | 41.0 |
| 8位  | 高橋ユニオンズ   | 52 | 98 | 4  | .347 | 45.5 |

## オールスターゲーム1956
| コーチ     | 山本一人   |          |          |
| ファン投票 | 岡本伊三美 | 杉山光平 | 飯田徳治 |
| 監督推薦   | 木塚忠助   | 森下正夫 | 大沢昌芳 |

## 表彰選手
| リーグ・リーダー |
| ---------------- |
| 受賞者なし       |

| ベストナイン | ベストナイン | ベストナイン |
| 選手名       | ポジション   | 回数         |
| ------------ | ------------ | ------------ |
| 野村克也     | 捕手         | 初受賞       |
| 杉山光平     | 外野手       | 初受賞       |